# Orville Hungerford

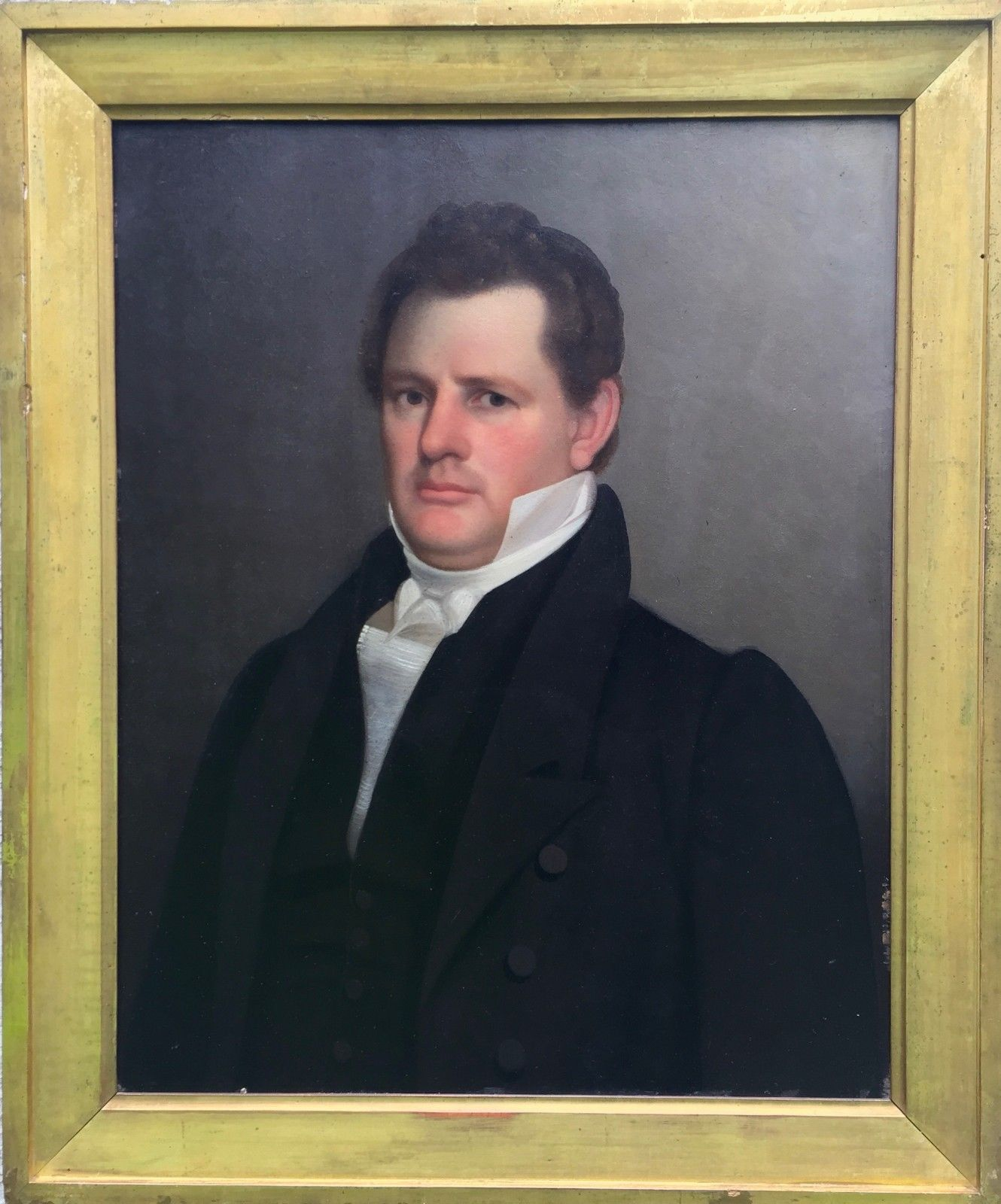
Orville Hungerford

Orville Hungerford (* 29. Oktober 1790 in Farmington, Connecticut; † 6. April 1851 in Watertown, New York) war ein US-amerikanischer Industrieller, Bankier und Politiker. Zwischen 1843 und 1847 vertrat er den Bundesstaat New York im US-Repräsentantenhaus.

## Werdegang
Orville Hungerford besuchte die öffentlichen Schulen seiner Heimat. Im Jahr 1804 zog er mit seinem Vater nach Watertown im Jefferson County des Staates New York. Später war er Ladenangestellter in Burrville. Anschließend kehrte er nach Watertown zurück, wo er im Handel arbeitete. Später überließ er die Geschäfte einem Teilhaber, während er seine Dividende ausgezahlt bekam. Anfang der 1820er Jahre war er Mitglied der Staatsmiliz. Hungerford stieg auch in das Bankgewerbe ein. Zwischen 1820 und 1833 war er Kassierer und dann von 1834 bis 1845 Präsident der Jefferson County National Bank in Watertown. Anschließend war er bis zu seinem Tod als Direktor immer noch im Vorstand dieser Bank. Hungerford war auch beim industriellen Aufbau Watertowns engagiert. So war er beispielsweise an der Gründung der Firmen Sterling Iron Company, Black River Woolen Company, und Jefferson County Mutual Insurance Company  beteiligt. Politisch schloss er sich der Demokratischen Partei an.

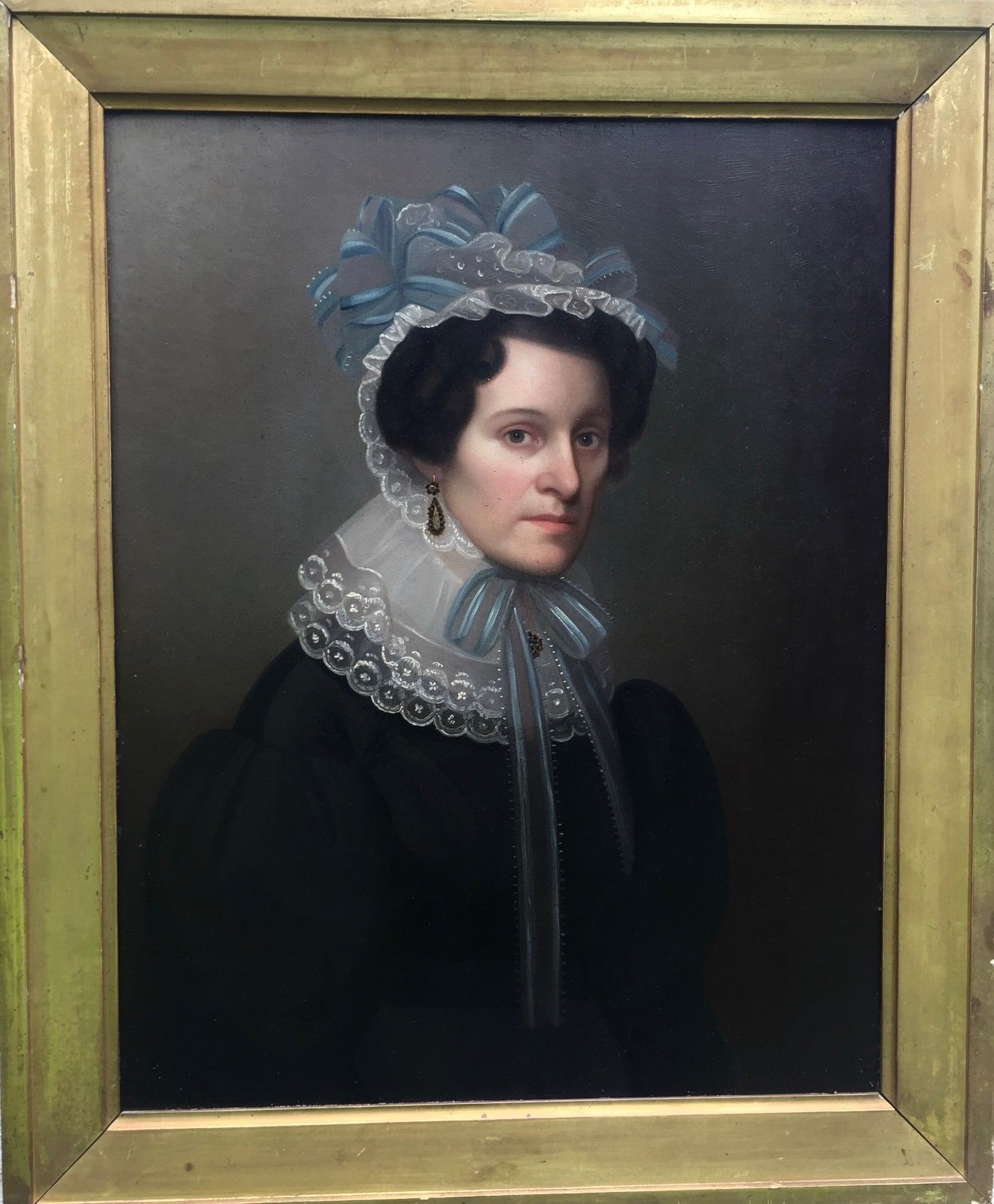
Elizabeth „Betsey“ Porter Stanley Hungerford, Ehefrau Orville Hungerfords

Am 13. Oktober 1813 heiratete er Elizabeth Porter Stanley, auch genannt Betsey oder Betsy, mit der er sieben Kinder hatte.

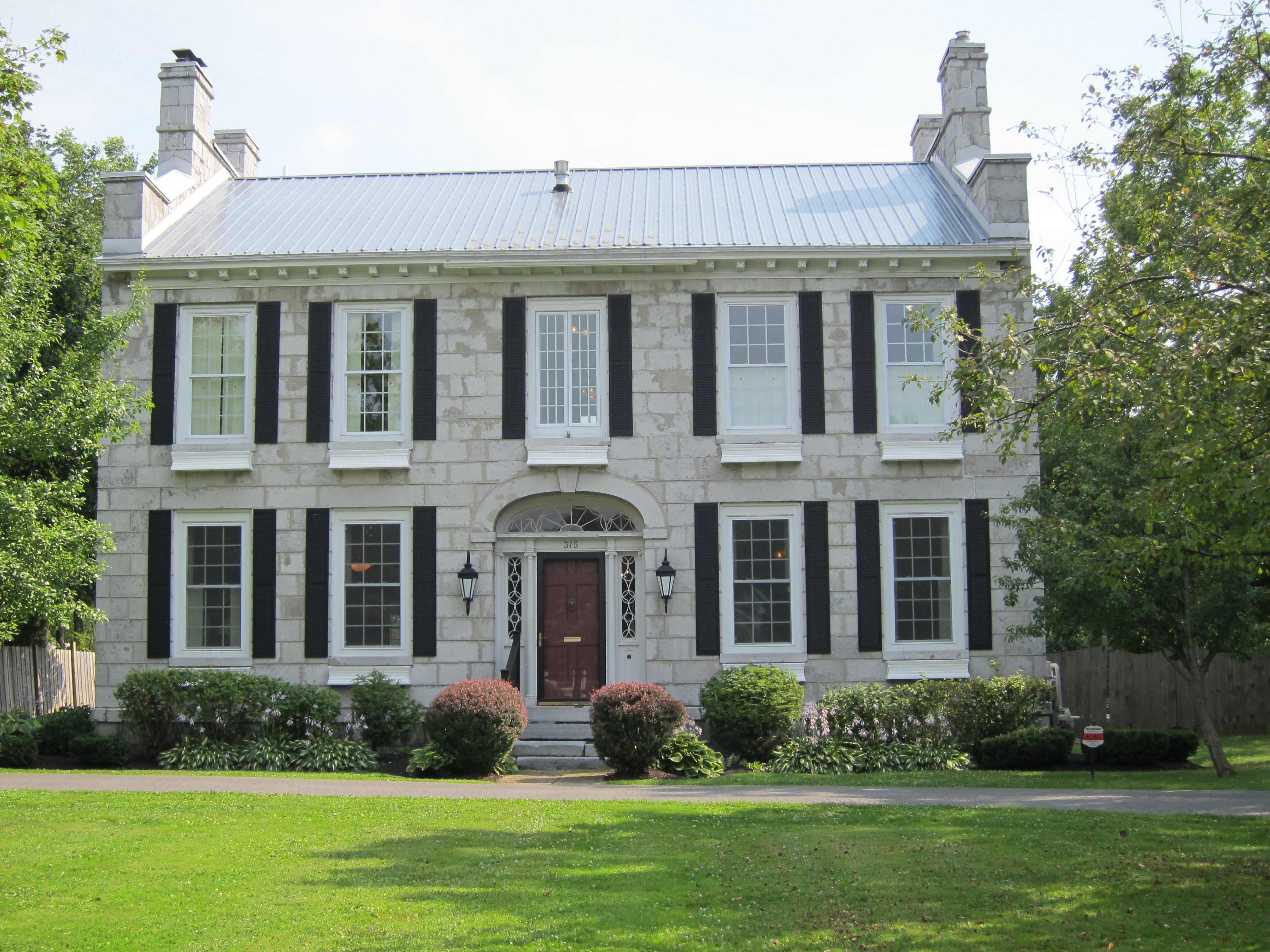
Wohnhaus von Orville Hungerford in Watertown

Bei den Kongresswahlen des Jahres 1842 wurde Hungerford im 19. Wahlbezirk von New York in das US-Repräsentantenhaus in Washington, D.C. gewählt, wo er am 4. März 1843 die Nachfolge von Samuel S. Bowne antrat. Nach einer Wiederwahl konnte er bis zum 3. März 1847 zwei Legislaturperioden im Kongress absolvieren. Diese waren seit 1845 von den Ereignissen des Mexikanisch-Amerikanischen Krieges geprägt. Ebenfalls seit 1845 war Hungerford Mitglied im Committee on Ways and Means. 1846 wurde er nicht wiedergewählt. Ein Jahr später kandidierte er erfolglos für das Amt des New York State Comptroller. Dabei unterlag er dem späteren US-Präsidenten Millard Fillmore.
Seit 1847 bis zu seinem Tod war Orville Hungerford Präsident der Watertown & Rome Railroad, an deren Aufbau er maßgeblich beteiligt war. Allerdings erlebte er nicht mehr den Beginn des eigentlichen Schienenverkehrs seiner Gesellschaft. Erst kurz nach seinem Tod fuhr der erste Zug. Er starb am 6. April 1851 in Watertown.